# Łaskotki

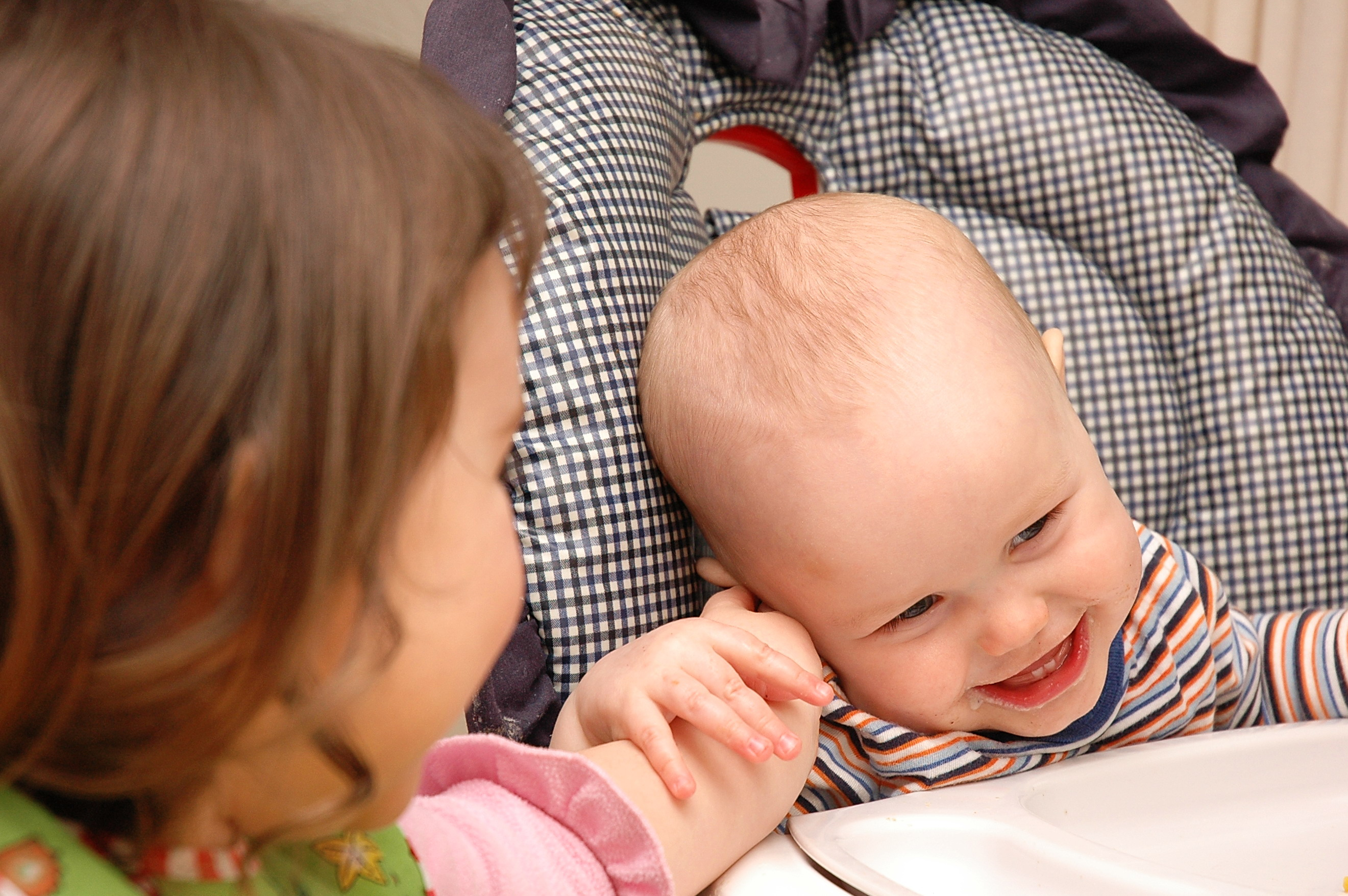
Łaskotane dziecko

Łaskotki (z łac. titillatio) – działanie polegające na delikatnym podrażnianiu wrażliwych, silnie unerwionych części ciała, co powoduje niekontrolowany śmiech, drżenie ciała.
Rzadziej określa się tak części ciała, które są bardziej wrażliwe na łaskotki od innych, i są one inne u różnych ludzi. Wiele ludzi ma bardziej wrażliwe żebra, inni podeszwy stóp. Do innych łaskotliwych części ciała zalicza się pachy, palce stóp, szyję, brzuch, plecy, pośladki, uda, kolana oraz genitalia (u kobiet dodatkowo piersi). Według ostatnich badań najbardziej delikatne są stopy i okolice żeber. Pewnym fenomenem jest to, że ludzie podrażniając wcześniej wymienionych obszarów własnych ciał, nie odczuwają łaskotek – dopóki nie zacznie ich łaskotać inna osoba, gdyż skóra nie jest wtedy przygotowana na dotyk.